# Piatra Șoimului
Piatra Șoimului est une commune roumaine du județ de Neamț, dans la région historique de Moldavie et dans la région de développement du Nord-Est.

## Géographie
La commune de Piatra Șoimului est située dans le centre du județ, au pied des Monts Gușmanului, sur la rive droite de la Bistrița, à 10 km au sud-est de Piatra Neamț, le chef-lieu du județ.
La municipalité est composée des quatre villages suivants (population en 1992) :
- Luminiș (2 689) ;
- Negulești (682) ;
- Piatra Șoimului (3 525), siège de la municipalité ;
- Poieni (1 417).

## Histoire
La commune s'est appelée autrefois Comuna Calu-Iapa.

## Politique
Le Conseil Municipal de Piatra Șoimului compte 15 sièges de conseillers municipaux. À l'issue des élections municipales de juin 2008, Neculai Nicorescu (PSD) a été élu maire de la commune.
| Parti                          | Nombre de conseillers |
| ------------------------------ | --------------------- |
| Parti social-démocrate (PSD)   | 9                     |
| Parti démocrate-libéral (PD-L) | 6                     |

## Religions
En 2002, la composition religieuse de la commune était la suivante :
- Chrétiens orthodoxes, 99,14 % ;
- Adventistes du septième jour, 0,33 %.

## Démographie
En 2002, la commune comptait 7 953 Roumains soit la totalité de la population. On comptait à cette date 3 167 ménages et 2 432 logements.
| 1992  | 2002  | 2007  |
| ----- | ----- | ----- |
| 8 601 | 7 953 | 8 395 |

## Économie
L'économie de la commune repose sur l'élevage et l'exploitation des forêts. Une petite station thermale fonctionne dans le village de Negulești.

## Communications

### Routes
La commune se trouve à proximité de la route nationale DN15 Piatra Neamț-Bacău.

## Lieux et monuments
- Luminiș, église orthodoxe Sts Pierre et Paul (Sf. Petru și Pavel) du XVIIe siècle.